# Epsilon Piscium
Epsilon Piscium (ε Piscium, ε Psc) è una stella gigante giallo-arancione, di classe spettrale G9III, o K0III, come indicano alcuni studi, situata a circa 182 anni luce dalla Terra nella costellazione dei Pesci, di magnitudine apparente 4,27 e assoluta 0,44.

## Parametri orbitali
ε Piscium si muove nella nostra Galassia a una velocità di 27,4 km/s rispetto al Sole e la sua velocità radiale positiva indica che la stella si sta allontanando dal nostro sistema solare.
La proiezione sul piano galattico della sua orbita porta l'astro a una distanza dal centro galattico compresa fra 23 700 e 53 500 anni luce.

## Occultazioni
Per la sua posizione prossima all'eclittica, è talvolta soggetta ad occultazioni da parte della Luna e, più raramente, dei pianeti, generalmente quelli interni.
L'ultima occultazione lunare si è verificata il 21 settembre 2013.